# Бланки, Жан Доминик
Жан Доминик Бланки (фр. Jean Dominique Blanqui; 23 апреля 1757, Драп — 31 мая 1832, Париж) — политический деятель периода Великой Французской революции, член Национального Конвента.

## Биография
По одним данным до революции он был профессором математики и физики. По другим — фабрикантом (хозяином кожаной мануфактуры) или юристом. Ему принадлежал небольшой участок земли в графстве Ницца, которое до революции не входило в состав Франции.
В сентябре 1792 года Ницца была занята французскими революционными войсками, была создана временная администрация, а в декабре прошли муниципальные выборы. Победу на них одержали сторонники объединения Ниццы с Францией, к которым принадлежал и Бланки. Он был послан в составе делегации в Париж для решения вопроса об объединении. 31 января 1793 года Конвент в торжественной обстановке своим декретом утвердил вхождение Ниццы в состав Французской республики в качестве департамента Приморские Альпы (фр. Alpes-Maritimes).
23 мая 1793 года новый департамент направил в Конвент 3 депутатов, одним из которых был Бланки. В Конвенте он примкнул к жирондистам, был среди 75 депутатов, подписавших протест против событий 31 мая и 2 июня 1793 года (выступления Парижской коммуны, закончившегося исключением из Конвента депутатов — лидеров жирондистов). Вместе с другими петиционерами он был арестован 3 октября 1793 года по декрету Конвента. Был заключён в тюрьму Ла-Форс (фр.), где его сокамерниками были Франсиско Миранда, Шарль Дюфриш-Валазе, Пьер Верньо. О своём заключении Бланки оставил воспоминания — «Mon agonie de dix mois».
После термидорианского переворота он вместе с другими жирондистами освобожден (19 октября 1794 года) и возвращен в Конвент (8 декабря 1794 года).
При Директории избран в Совет пятисот. При Консульстве и Империи занимал пост супрефекта округа Пюже-Тенье (1800—1814). Затем отошёл от политической деятельности.

## Семья
Жан Доминик Бланки — отец двух знаменитых сыновей:
- Жером Адольф Бланки (1798—1854) — экономист, либеральный политик.
- Луи Огюст Бланки (1805—1881) — социалист и революционер.